# Commune de Naujene
La commune de Naujene (en letton: Naujenes pagasts) est une unité territoriale (pagasts) de Lettonie, située dans la municipalité de Daugavpils (jusqu'en 2009 dans le district de Daugavpils), en Latgalie. Sa superficie est de 131,3 km2 (densité en 2000 : 48,56 hab/km2).
Lors du recensement de 2000, elle comptait 6 376 habitants (dont 49,6 % de Russes, 28,7 % de Lettons, 12,2 % de Polonais, 7,4 % de Biélorusses et 4,1 % d'autres nationalités). En 2005, la population est de 6 098 habitants (- 4,6 % en 5 ans).